# Acacia brunioides
Acacia brunioides är en ärtväxtart som beskrevs av George Don jr. Acacia brunioides ingår i släktet akacior, och familjen ärtväxter.

## Underarter
Arten delas in i följande underarter:
- A. b. brunioides
- A. b. granitica

## Bildgalleri

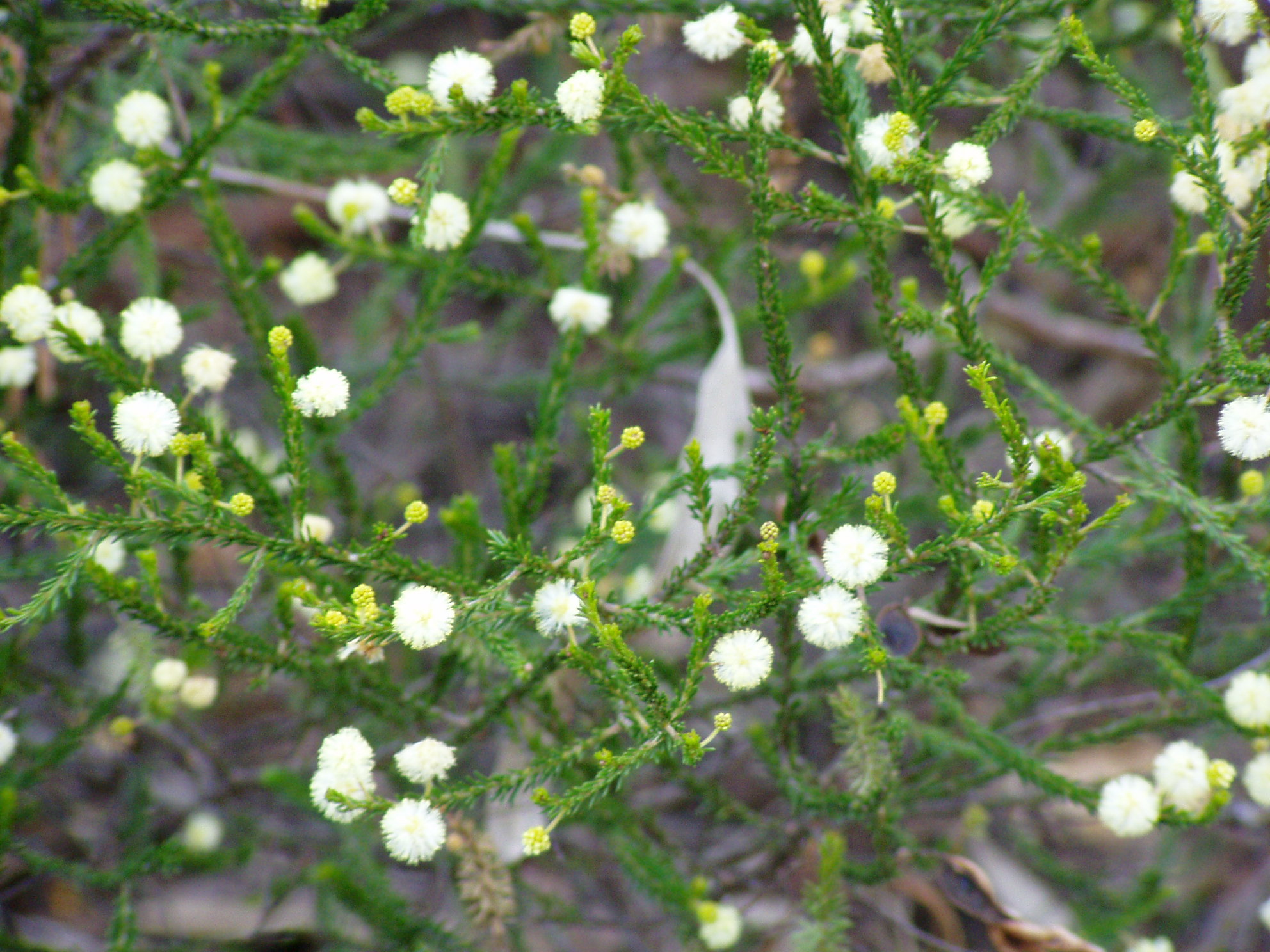